# رافينيا ألكانتارا
رافائيل ألكانتارا دو ناسيمنتو (بالبرتغالية: Rafael Alcântara do Nascimento؛ المولود 12 مارس 1993) والمعروف باسم رافينيا، هو لاعب كرة قدم برازيلي يلعب
في مركز لاعب الوسط، وسبق وأن لعب مع نادي برشلونة وإنتر ميلان وباريس سان جيرمان وسيلتا فيغو والنادي العربي القطري. يلعب في مركز الوسط المهاجم. وهو الأخ الأصغر للاعب نادي ليفربول الإنجليزي، تياغو ألكانتارا.

## مسيرته الكروية

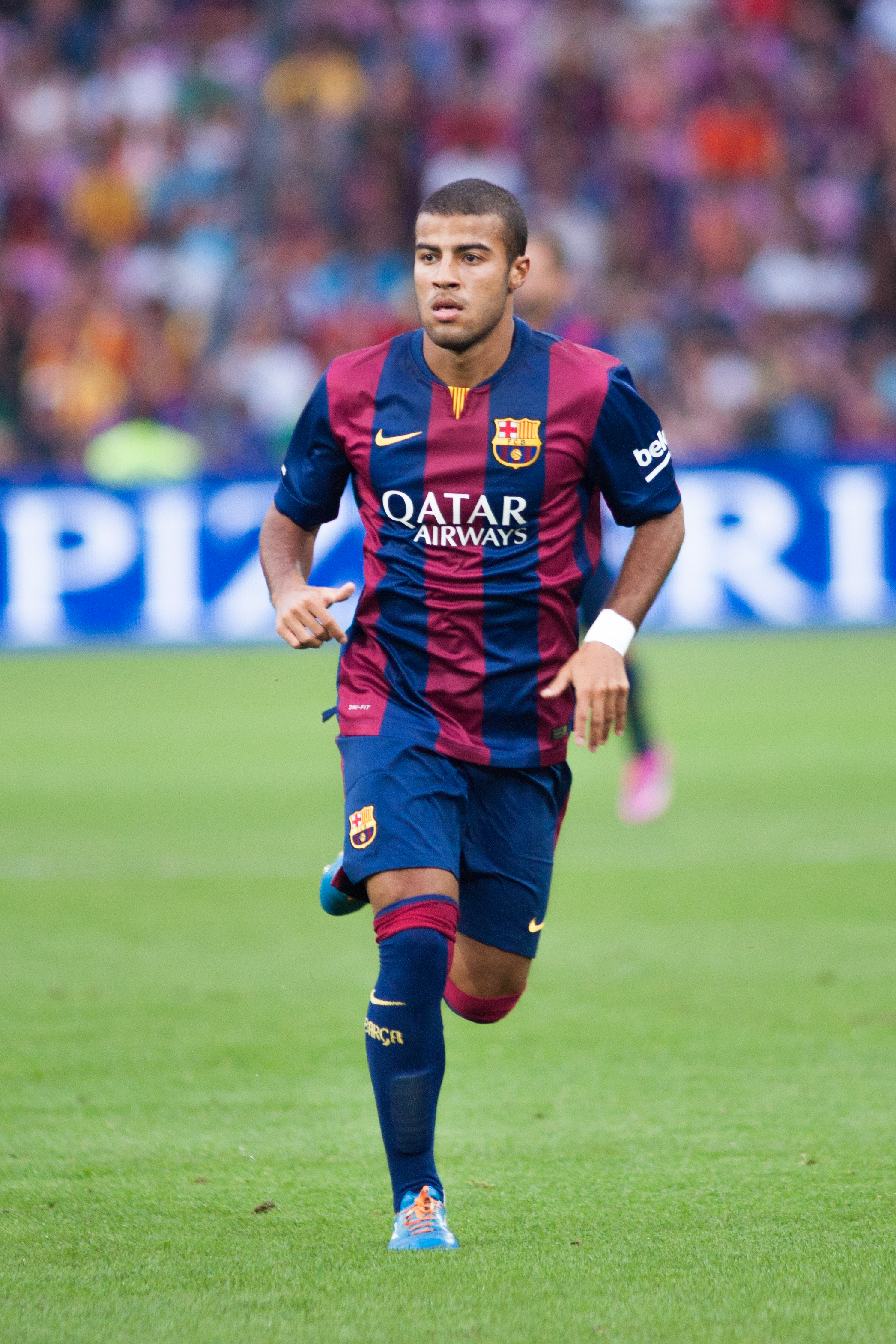

### مسيرته مع النادي
ولد رافينيا في ساو باولو بالبرازيل، انضم إلى صفوف ناشئي برشلونة في سن الثالثة عشر. في 8 يناير 2011، شارك لأول مرة في الاحتراف مع فريق B (الدرجة الثانية)، حيث جاء كبديل لجوناثان دوس سانتوس في الدقيقة 55 وخسر 1-2 على أرضه ضد جيرونا لبطولة دوري الدرجة الثانية الإسباني. بعد أسبوع، ومرة أخرى على مقاعد البدلاء وللمنافسة ذاتها سجل هدفه الأول واستطاع الفوز 2-3 في سالامانكا، مضيفًا مساعدته أيضًا.
ظهر رافينيا لأول مرة مع فريق برشلونة البارز في 9 نوفمبر 2011، حيث حل مكان سيسك فابريغاس في آخر 15 دقيقة والفوز 1-0 على هوسبيتاليت مقابل كأس ملك إسبانيا. أنهى موسم الدوري برصيد 39 مباراة - 35 مباراة منها شارك كأساسي - وثمانية أهداف للاحتياطيات، بما في ذلك هدفين من 4-0 التي استطاع فيها النجاح على قرطاجنة في 4 سبتمبر من نفس العام.

## الاحصائيات

### النادي

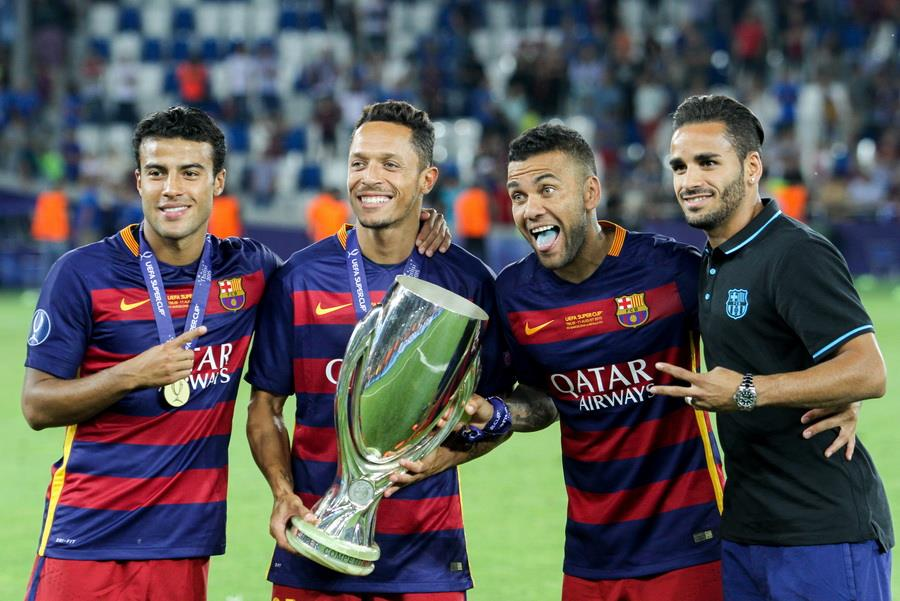
رافينيا (يسار) مع كأس السوبر الأوروبي 2015, إلى جانب زملائه أدريانو وداني ألفيس ودوغلاس.

آخر تحديث آخر مباراة لعبت في 25 نوفمبر 2018.
| النادي             | الموسم        | الدوري                        | الدوري | الدوري  | الكأس  | الكأس   | أوروبا | أوروبا  | أخرى   | أخرى    | المجموع | المجموع |
| النادي             | الموسم        | الدرجة                        | الظهور | الأهداف | الظهور | الأهداف | الظهور | الأهداف | الظهور | الأهداف | الظهور  | الأهداف |
| ------------------ | ------------- | ----------------------------- | ------ | ------- | ------ | ------- | ------ | ------- | ------ | ------- | ------- | ------- |
| برشلونه ب          | 2010–11       | دوري الدرجة الثانية الإسباني  | 9      | 1       | —      | —       | —      | —       | —      | —       | 9       | 1       |
| برشلونه ب          | 2011–12       | دوري الدرجة الثانية الإسباني  | 39     | 8       | —      | —       | —      | —       | —      | —       | 39      | 8       |
| برشلونه ب          | 2012–13       | دوري الدرجة الثانية الإسباني  | 36     | 11      | —      | —       | —      | —       | —      | —       | 36      | 11      |
| برشلونه ب          | المجموع       | المجموع                       | 84     | 20      | —      | —       | —      | —       | —      | —       | 84      | 20      |
| برشلونه            | 2011–12       | الدوري الإسباني               | 0      | 0       | 1      | 0       | 1      | 0       | 0      | 0       | 2       | 0       |
| برشلونه            | 2012–13       | الدوري الإسباني               | 0      | 0       | 0      | 0       | 1      | 0       | 0      | 0       | 1       | 0       |
| برشلونه            | 2014–15       | الدوري الإسباني               | 24     | 1       | 6      | 1       | 6      | 0       | —      | —       | 36      | 2       |
| برشلونه            | 2015–16       | الدوري الإسباني               | 6      | 1       | 1      | 0       | 2      | 0       | 2      | 1       | 11      | 2       |
| برشلونه            | 2016–17       | الدوري الإسباني               | 18     | 6       | 4      | 1       | 6      | 0       | 0      | 0       | 28      | 7       |
| برشلونه            | 2017–18       | الدوري الإسباني               | 0      | 0       | 1      | 0       | 0      | 0       | 0      | 0       | 1       | 0       |
| برشلونه            | 2018–19       | الدوري الإسباني               | 5      | 0       | 0      | 0       | 2      | 1       | 1      | 0       | 8       | 1       |
| برشلونه            | المجموع       | المجموع                       | 53     | 8       | 13     | 2       | 18     | 1       | 3      | 1       | 87      | 12      |
| سلتا (إعارة)       | 2013–14       | الدوري الإسباني               | 32     | 4       | 1      | 0       | —      | —       | —      | —       | 33      | 4       |
| سلتا (إعارة)       | المجموع       | المجموع                       | 32     | 4       | 1      | 0       | —      | —       | —      | —       | 33      | 4       |
| إنتر ميلان (إعارة) | 2017–18       | الدوري الإيطالي الدرجة الأولى | 17     | 2       | 0      | 0       | —      | —       | —      | —       | 17      | 2       |
| إنتر ميلان (إعارة) | المجموع       | المجموع                       | 17     | 2       | 0      | 0       | —      | —       | —      | —       | 17      | 2       |
| إجمالي مسيرته      | إجمالي مسيرته | إجمالي مسيرته                 | 186    | 34      | 14     | 2       | 18     | 1       | 3      | 1       | 221     | 38      |

ملاحظات
1. 1 2 3 4 5 6 7  All appearances in دوري أبطال أوروبا
2. ↑  One appearance and one goal in كأس السوبر الأوروبي 2015, one appearance in كأس السوبر الإسباني 2015

### الدولية
آخر تحديث 8 سبتمبر 2015.(تم إدراج نتيجة البرازيل أولاً، يشير عمود النقاط إلى النتيجة بعد كل هدف من أهداف رافينيا)
| #  | التاريخ       | الملعب                                 | الخصم            | النقطة | النتيجة | المنافسة |
| -- | ------------- | -------------------------------------- | ---------------- | ------ | ------- | -------- |
| 1. | 8 سبتمبر 2015 | ملعب جيليت، فوكسبورو، الولايات المتحدة | الولايات المتحدة | 3–0    | 4–1     | ودية     |

## الحياة الشخصية
كان والد رافينيا (مازينهو) لاعب كرة قدم في خط الوسط، وفاز بشكل خاص بكأس العالم 1994 مع البرازيل. لعبت والدته فاليريا الكرة الطائرة، في حين ظهر شقيقه الأكبر تياغو - لاعب خط وسط آخر - في صفوف شباب برشلونة، ويمثل فريقه الأول والجانب الوطني الأسباني.
رودريغو الذي لعب كرة القدم للناشئين مع ريال مدريد واستمر في قضاء عدة مواسم مع بنفيكا، كان صديقًا له مدى حياته كان يُشار إليه خطأً باسم ابن عم رافينيا.

## الانجازات

### النادي

#### برشلونة
- الدوري الإسباني: 2014-15، 2015-16
- كأس ملك إسبانيا: 2011–12، 2014–15، 2015–16، 2016–17، 2017–18
- كأس السوبر الإسباني: 2016، 2018
- دوري أبطال أوروبا: 2014–15
- كأس السوبر الأوروبي: 2015

### الدولية

#### البرازيل
- الألعاب الأولمبية الصيفية: 2016

## روابط خارجية
- رافينيا ألكانتارا على موقع الاتحاد الدولي (مؤرشف)  (الإنجليزية)
- رافينيا ألكانتارا على موقع الاتحاد الأوربي (الإنجليزية)
- رافينيا ألكانتارا على موقع إي إس بي إن إف سي (الإنجليزية)
- رافينيا ألكانتارا على موقع قاعدة بيانات كرة القدم.إي يو (الإنجليزية)
- رافينيا ألكانتارا على موقع ليكيب (الفرنسية)
- رافينيا ألكانتارا على موقع ناشيونال فوتبول تيمز (الإنجليزية)
- رافينيا ألكانتارا على موقع Soccerbase.com (لاعب) (الإنجليزية)
- رافينيا ألكانتارا على موقع Soccerway.com (الإنجليزية)
- رافينيا ألكانتارا على موقع عالم كرة القدم.نت (الإنجليزية)
- رافينيا ألكانتارا على موقع كووورة